# George Beck (archevêque)
George Andrew Beck (né le 28 mai 1904 à Streatham en Angleterre et mort le 13 septembre 1978) à Liverpool, est un ecclésiastique anglais de l'Église catholique. Il a successivement occupé les sièges épiscopaux de Brentwood, Salford et Liverpool.

## Biographie
George Beck est né à Streatham, dans le sud de Londres. Il a fait ses études au Clapham College (en), puis au Collège assomptionniste de St Michael à Hitchin, dans le Hertfordshire. En 1927, il a été ordonné prêtre dans l'ordre des Assomptionnistes (ou Augustins de l'Assomption). 
Il a été directeur de l'école Becket à Nottingham et, en 1948, il a été nommé évêque coadjuteur de Brentwood, ainsi qu'évêque titulaire de Tigias (it). Il a succédé à l'évêque de Brentwood en 1951, puis à l'évêque de Salford de 1955 à 1964. En tant qu'évêque de Salford, il poursuit l'expansion substantielle des nouvelles paroisses et écoles entamée par son prédécesseur, Henry Vincent Marshall, pour mettre en œuvre la loi sur l'éducation. Expert en éducation, Beck a mené avec succès des négociations avec les gouvernements successifs afin d'améliorer la situation des écoles catholiques dans tout le pays. 
Il assiste aux quatre sessions du concile Vatican II de 1962 à 1965. En 1964, il est nommé archevêque de Liverpool, poste dont il démissionne à l'âge de 71 ans en 1976.
L'Archbishop Beck Catholic Sports College, situé dans le quartier de Walton à Liverpool, porte son nom. 

## Source
- (en) Cet article est partiellement ou en totalité issu de l’article de Wikipédia en anglais intitulé « George Beck (bishop) » (voir la liste des auteurs).